# Vladimir Vasilj
Vladimir Vasilj (* 6. Juli 1975 in Hannover) ist ein ehemaliger kroatischer Fußballtorwart, der heute als Torwarttrainer tätig ist.

## Karriere
Vasilj begann seine Karriere in Bosnien und Herzegowina bei NK Široki Brijeg. Sein zweiter Verein war der ebenfalls bosnische FK Velež Mostar, bei dem er bis 1995 unter Vertrag stand. Von 1995 bis 1998 spielte er für NK Hrvatski dragovoljac in Kroatien, wo er in den ersten beiden Saisons als erster Torwart gehandelt wurde und dabei 63 Spiele absolvierte. Im Sommer 1998 wechselte Vasilj ablösefrei zu Dinamo Zagreb, wo er bis 2001 zu fünf Einsätzen kam und sich danach entschloss, innerhalb Zagrebs zu NK Zagreb zu transferieren. Im Jahre 2002 wurde er mit Zagreb Meister der kroatischen Liga, was bis heute ihr erster und einziger Meistertitel sein sollte. Bei Zagreb kam er bis 2003 zu immerhin 57 Einsätzen, was ihn aber nicht davon abhielt, im Jahre 2003 nach Varaždin zum dortigen NK Varteks Varaždin zu wechseln. Bei dem im Jahre 1932 gegründeten Klub konnte er bei 30 Matches sowie bei zwei UEFA-Cup-Matches auflaufen. Die beiden Spiele wurden in der ersten Runde des UEFA-Cups gegen den ungarischen Klub Debreceni VSC verloren. Nur ein Jahr später kehrte Vasilj 2004 wieder zurück zu seinem ehemaligen Klub Dinamo Zagreb, für den er 20 Spiele absolvieren konnte. Ebenfalls kam er noch zu insgesamt sechs Einsätzen im UEFA-Cup. Nach abermals nur einem Jahr bekam er ein Angebot von Konyaspor aus der Türkei, das er kurz darauf auch annahm. Für die Türken kam er nur zu zwei Einsätzen. Seit dem Jahre 2006 stand Vasilj wieder bei seinem Jugendverein, dem NK Široki Brijeg, unter Vertrag. Dort gewann er die bosnische Meisterschaft 2006. Im Jahr 2009 beendete er seine Laufbahn.

### Nationalmannschaft
Im Frühling 1998 wurde Vasilj in den Kader des kroatischen Nationalteams aufgenommen und dort als dritter Torwart gehandelt. Außerdem war er im 22-Mann-Kader Kroatiens bei der WM 1998 in Frankreich, wobei er aber ohne Einsatz blieb. Kroatien beendete diese Weltmeisterschaft auf dem 3. Platz. Sein internationales Länderspieldebüt feierte Vasilj am 29. Mai 1998 in Pula beim Freundschaftsspiel gegen die Slowakei, als er in der 2. Halbzeit eingewechselt wurde. 2002 kehrte Vasilj als dritter Torwart wieder zurück zur Nationalmannschaft, wo er im selben Jahr auch im kroatischen 23-Mann-Kader bei der WM 2002 in Südkorea und Japan war. Wie auch schon 1998 kam er auch bei dieser Weltmeisterschaft nicht zum Einsatz. Kurz vor der WM kam er beim Freundschaftsspiel gegen Ungarn noch einmal zu einem Einsatz für die kroatische Nationalelf. 2004 gehörte Vasilj bei der EM 2004 erneut als dritter Torhüter zum kroatischen Aufgebot, nachdem sich der Stammtorwart Stipe Pletikosa verletzt hatte.

## Erfolge
- 1× Meister der kroatischen Liga: 2002 mit NK Zagreb
- 1× Meister der bosnischen Liga: 2006 mit NK Široki Brijeg